# Soudnička
Soudnička je krátký literární útvar typu fejetonu či povídky obvykle humorné či satirické povahy, který si za svůj námět bere skutečné události z praktického života zpravidla inspirované konkrétním soudním přelíčením (či jinými jemu podobnými úředními událostmi).

## Autoři a formy soudniček
Soudničky bývaly v minulosti oblíbenou součástí nedělní přílohy novin a vyskytovaly se i v humoristických časopisech. Známými autory soudniček v české literatuře byli František Šimeček, Jakub Arbes a Ignát Herrmann (Národní listy), Rudolf Těsnohlídek a Karel Poláček (meziválečné Lidové noviny), Jan Drda, František Němec (Práce), František Němec (České slovo), Jaroslav Hašek (publikoval v různých tiskovinách, některé případy si vymýšlel), ze současných autorů např. Josef Burgr.
Velké popularity dosáhly soudničky Zdeňka Galušky Slovácko sa súdí aj nesúdí psané slováckým nářečím a plné vtipných obratů a metafor.[zdroj?] Zajímavé jsou i historické soudničky Zikmunda Wintera, kterým říkal Třísky (Malé historie a třísky, Praha 1987, Středočeské nakladatelství a knihkupectví). Ze starých archívů a kronik vyčetl záznamy o trestání občanů šatlavou pro různé delikty, které uměl popsat stručně a s humorem.[zdroj?]
Soudnička může mít i formu satirické básně či písňového textu. Klasikem tohoto žánru se v oblasti českého folku stal Ivo Jahelka, který se zhudebňování soudniček věnuje systematicky již dlouhou dobu.
Operu Soudničky podle tří soudniček Františka Němce napsal roku 1999 skladatel Šimon Voseček.

## Známé sbírky soudniček
- František Šimeček: Na bařinách života a jiné příběhy ze soudní síně (Praha, Československý spisovatel, 1981)
- Zikmund Winter: Malé historie a třísky (Praha, Středočeské nakladatelství a knihkupectví, 1987)
- Rudolf Těsnohlídek: Mrtvý u kříže a jiné soudničky (Ostrava, Profil, 1971)
- František Němec: Dáma na pavlači a jiné soudničky (Praha, Československý spisovatel, 1988)
- František Němec: Paničky a dámy aneb druhá kniha soudniček (Svoboda 1973)
- Jan Drda: Milostenky nemilostivé (Praha, Ivo Železný, 1995)
- Karel Poláček: Soudničky (Nakladatelství Franze Kafky, 1999)
- Zdeněk Galuška: Slovácko sa súdí aj nesúdí (Praha, Mladá fronta, 1987)